# 국무원대만사무판공실

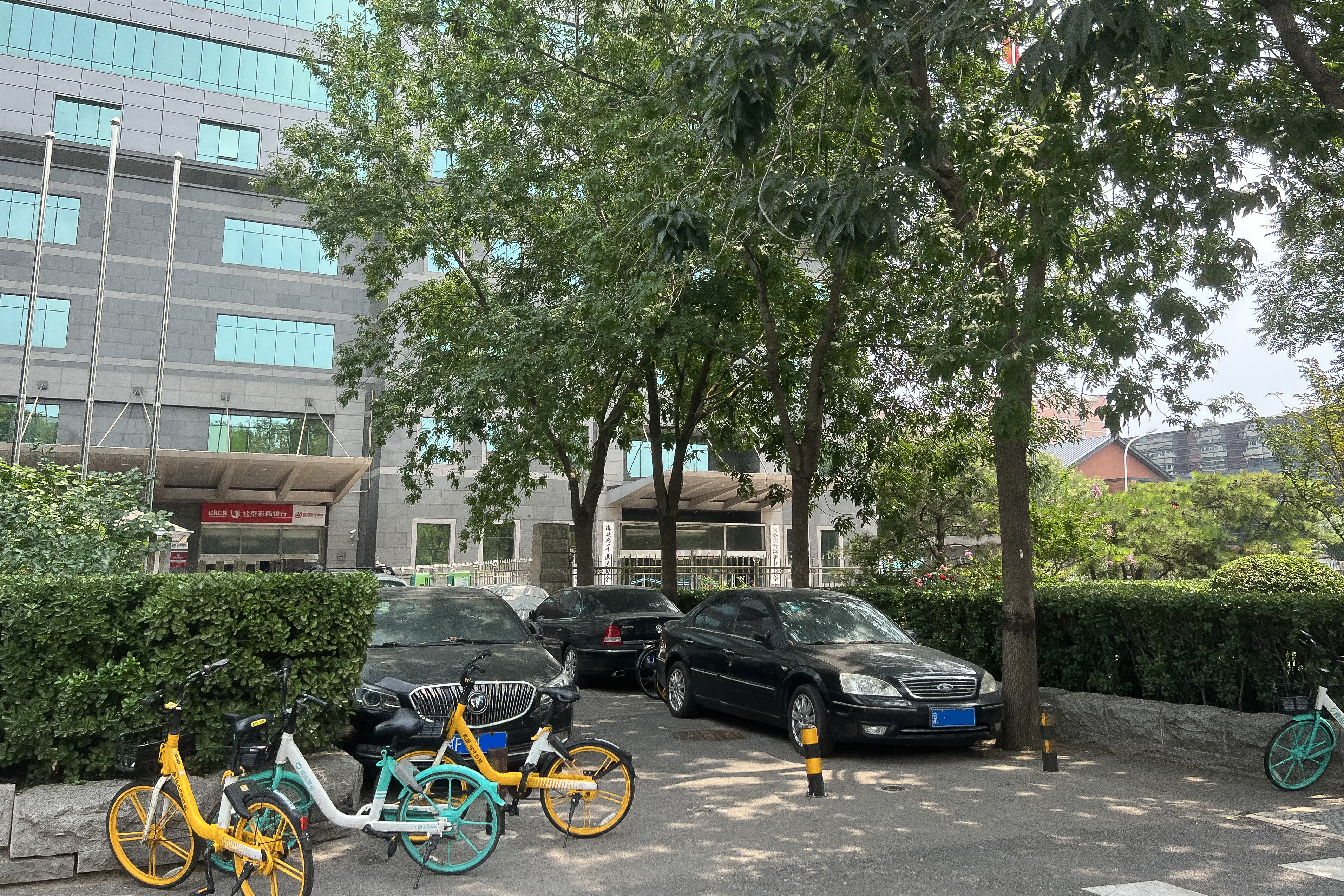
국무원대만사무판공실 청사

국무원대만사무판공실(중국어 간체자: 国务院台湾事务办公室, 정체자: 國務院台灣事務辦公室 또는 國務院臺灣事務辦公室, 병음: Guówùyuàn Táiwān Shìwù Bàngōngshì), 중공중앙대만공작판공실(中共中央臺灣工作辦公室)은 중화민국과 관련된 업무나 연구를 하는 중화인민공화국 국무원 직속의 사무 기구이다. 1999년 리덩후이 중화민국 총통이 양국론을 제창하기 전에는 해협양안교류협회(海峽兩岸關係協會)를 통해서 대륙위원회와도 교섭을 실시했었다.

## 같이 보기
- 대륙위원회
- 해협양안교류협회